# Tom Hulce
Thomas Edward "Tom" Hulce, född 6 december 1953 i Detroit, Michigan, är en amerikansk skådespelare.
Hulce är mest känd för huvudrollen i filmen Amadeus som han erhöll en Oscarsnominering för, men han blev slagen av sin motspelare F. Murray Abraham. Han har även satt upp John Irvings Ciderhusreglerna på Broadway. Han förekommer också i 50 Cents musikvideo för låten Follow My Lead.

## Filmografi
- 1975 – Forget-Me-Not-Lane
- 1976 – Song of Myself
- 1977 – September 30, 1955
- 1978 – Deltagänget
- 1980 – Those Lips, Those Eyes
- 1984 – Amadeus
- 1986 – Echo Park
- 1986 – The Rise and Rise of Daniel Rocket
- 1987 – Slam Dance
- 1988 – Dominick and Eugene
- 1988 – Shadow Man
- 1989 – Föräldraskap
- 1990 – Murder in Mississippi
- 1991 – The Inner Circle
- 1993 – Fearless
- 1994 – Mary Shelley's Frankenstein
- 1994 – Wings of Courage
- 1995 – The Heidi Chronicles
- 1996 – Ringaren i Notre Dame (röst)
- 2002 – Ringaren i Notre Dame II (röst)
- 2004 – A Home at the End of the World (endast producent)
- 2006 – Stranger Than Fiction
- 2008 – Jumper
- 2016 – The Seagull (endast producent)